# Light Up the Sky
Light Up the Sky (с англ. — «Освети Небо») — песня Американской хард-рок группы Van Halen, шестой трек с альбома Van Halen II.

## О песне
Хотя она так и не была выпущена как сингл, барабанщик Алекс Ван Хален пытался убедить своих коллег по группе и звукозаписывающий лейбл выпустить её как сингл. Раннее воплощение песни, известной как Light in the Sky (с англ. — «Свет в Небе»), было записано для нескольких демо-версий, записанных Van Halen до подписания контракта с лейблом звукозаписи. Песня использовалась для открытия каждого шоу в туре Van Halen World Vacation Tour 1979 года и несколько раз звучала в их туре Van Halen World Invasion Tour 1980 года.

## Участники записи
- Дэвид Ли Рот — основной вокал
- Эдди Ван Хален — гитара, бэк-вокал
- Майкл Энтони — бас-гитара, бэк-вокал
- Алекс Ван Хален — ударные